# Smedjemorsjön
Smedjemorsjön är en sjö i Härjedalens kommun i Härjedalen och ingår i Ljusnans huvudavrinningsområde. Sjön har en area på 5,93 kvadratkilometer och ligger 521,1 meter över havet. Sjön avvattnas av vattendraget Blädjan.

## Delavrinningsområde
Smedjemorsjön ingår i det delavrinningsområde (686961-139611) som SMHI kallar för Inloppet i Smedjemorasjön. Medelhöjden är 566 meter över havet och ytan är 41,09 kvadratkilometer. Räknas de 13 avrinningsområdena uppströms in blir den ackumulerade arean 152,09 kvadratkilometer. Blädjan som avvattnar avrinningsområdet har biflödesordning 3, vilket innebär att vattnet flödar genom totalt 3 vattendrag innan det når havet efter 296 kilometer. Avrinningsområdet består mestadels av skog (60 procent) och sankmarker (21 procent). Avrinningsområdet har 5,92 kvadratkilometer vattenytor vilket ger det en sjöprocent på 14,4 procent.